# Agonum excavatum
Agonum excavatum är en skalbaggsart som beskrevs av Pierre François Marie Auguste Dejean. Agonum excavatum ingår i släktet Agonum och familjen jordlöpare. Inga underarter finns listade i Catalogue of Life.